# درایفلدن
درایفلدن (به آلمانی: Dreifelden) یک شهر در آلمان است که در وستروالدکرایس واقع شده‌است.